# Волво V40 (2012)
Волво V40 (швед. Volvo V40) је аутомобил ниже средње класе који је производила шведска фабрика аутомобила Волво од 2012. до 2019. године. 

## Историјат
Представљен је на салону аутомобила у Женеви марта 2012. године. V40 је хечбек са петора врата и заснован је на Global C платформи, као и фокус треће генерације. Главни конкуренти су му били Ауди А3 и BMW серија 1. Постојала је и кросовер верзија под називом Volvo V40 Cross Country, где је имала исте величине точкова као стандардни модел, али и већи клиренс за 40 мм и повећу висину седења. Разликује се од основног модела пре свега по робуснијем изгледу.
Представља дизајнерски микс елемената са модела S60 и бочних линија и профила који подсећају на кросовер XC60. Спољашњост дефинишу спортске линије, карактеристичан „нос” и маска хладњака који красе читаву генерацију Волво аутомобила. Специфично за модел V40 јесте таласасти прегиб на петим вратима, као и задње светлосне групе.
ЛЕД технологија је заступљена у дневним, предњим и задњим позиционим, као и у стоп-светлима и у показивачима правца који се налазе у спољним ретровизорима. Као опција, нудио се и панорамски кров који се простире од предњег ветробранског стакла, па до наслона за главу на задњим седиштима.
V40 је имао напредне сигурносне системе, као што је први ваздушни јастук конструисан за заштиту пешака, затим систем за уочавање пешака који се налази испред аутомобила у условима смањене видљивости, као и унапређену верзију система за избегавање судара, који функционише до брзине кретања од 50 km/h. Поред тога, поседовао је и систем који упозорава возача да је напустио саобраћајну траку којом се креће, као и систем за асистенцију при паркирању возила.
На европским тестовима судара 2012. године, V40 је добио максималних пет звездица за безбедност.
Рестајлинг је урађен 2016. године. Предњи део је рестилизован тако да су у фарове интегрисана нова дневна лед светла, такозвани „Торов чекић”. Добио је и нову маску хладњака са вертикално оријентисаном решетком, а редизајниран је и Волво амблем. У понуди је и садржаји попут On Call смартфон апликације са бројним функцијама попут даљинског откључавања врата, укључивања и грејања климе и фарова, или уношења новог одредишта у навигациони уређај. Доступан је и са CleanZone технологијом, која користи специјалне филтере како би се спречило да у путничку кабину доспеју штетне честице из околног загађеног ваздуха.

## Мотори
| Модел  | Тип мотора | Запремина | Снага           | Момент | Погон      | Мењач         | 0−100 km/h | Брзина   |
| Бензин | Бензин     | Бензин    | Бензин          | Бензин | Бензин     | Бензин        | Бензин     | Бензин   |
| ------ | ---------- | --------- | --------------- | ------ | ---------- | ------------- | ---------- | -------- |
| Т2     | R4         | 1596 cm³  | 88 kW (118 КС)  | 240 Nm | Предњи     | 6° мануелни   | 9,9 сек.   | 195 km/h |
| Т2     | R4         | 1498 cm³  | 90 kW (120 КС)  | 220 Nm | Предњи     | 6° аутоматик  | 9,8 сек.   | 190 km/h |
| Т2     | R4         | 1969 cm³  | 90 kW (120 КС)  | 220 Nm | Предњи     | 6° мануелни   | 10,4 сек.  | 190 km/h |
| T3     | R4         | 1498 cm³  | 112 kW (150 КС) | 250 Nm | Предњи     | 6° аутоматик  | 8,9 сек.   | 210 km/h |
| T3     | R4         | 1969 cm³  | 112 kW (150 КС) | 250 Nm | Предњи     | 6° мануелни   | 8,3 сек.   | 210 km/h |
| Т3     | R4         | 1596 cm³  | 110 kW (150 КС) | 240 Nm | Предњи     | 6° мануелни   | 8,8 сек.   | 210 km/h |
| T4     | R4         | 1596 cm³  | 132 kW (177 КС) | 240 Nm | Предњи     | 6° ман/6° д.к | 7,7 сек.   | 225 km/h |
| T4     | R4         | 1969 cm³  | 140 kW (190 КС) | 320 Nm | 4×4        | 8° аутоматик  | 7,4 сек.   | 210 km/h |
| T4     | R5         | 1984 cm³  | 132 kW (177 КС) | 300 Nm | Предњи/4×4 | 6° аутоматик  | 8,7 сек.   | 220 km/h |
| T5     | R5         | 1984 cm³  | 157 kW (211 КС) | 300 Nm | Предњи     | 6° аутоматик  | 7,7 сек.   | 225 km/h |
| T5     | R5         | 2497 cm³  | 187 kW (251 КС) | 360 Nm | Предњи/4×4 | 6° аутоматик  | 6,1 сек.   | 250 km/h |
| T5     | R4         | 1969 cm³  | 180 kW (240 КС) | 350 Nm | Предњи     | 8° аутоматик  | 6,3 сек.   | 240 km/h |
| Дизел  |            |           |                 |        |            |               |            |          |
| D2     | R4         | 1560 cm³  | 84 kW (113 КС)  | 270 Nm | Предњи     | 6° ман/6° д.к | 11,9 сек.  | 190 km/h |
| D2     | R4         | 1969 cm³  | 88 kW (118 КС)  | 280 Nm | Предњи     | 6° ман/6° аут | 10,5 сек.  | 190 km/h |
| D3     | R4         | 1969 cm³  | 110 kW (150 КС) | 320 Nm | Предњи     | 6° ман/6° аут | 8,4 сек.   | 210 km/h |
| D3     | R5         | 1984 cm³  | 110 kW (150 КС) | 350 Nm | Предњи     | 6° ман/6° аут | 9,6 сек.   | 210 km/h |
| D4     | R5         | 1984 cm³  | 130 kW (170 КС) | 400 Nm | Предњи     | 6° ман/6° аут | 8,6 сек.   | 220 km/h |
| D4     | R4         | 1969 cm³  | 140 kW (190 КС) | 400 Nm | Предњи     | 6° ман/8° аут | 7,4 сек.   | 230 km/h |

## Галерија
- Предњи део
- Задњи део
- Унутрашњост